# Monodontomerus canariensis
Monodontomerus canariensis är en stekelart som beskrevs av Karl-Johan Hedqvist 1979. Monodontomerus canariensis ingår i släktet Monodontomerus och familjen gallglanssteklar. Inga underarter finns listade i Catalogue of Life.